# Église Santa Maria delle Mosche
L'église Santa Maria delle Mosche (Sainte-Marie-des-Mouches) est une église désaffectée du centre historique de Naples située vico dei Parrettari, non loin de l'église Santi Filippo e Giacomo dei Parrettari.

## Histoire
La date de fondation de l'édifice n'est pas connue. Il est probable qu'elle fut édifiée au XVIIe siècle ou au XVIIIe siècle par les habitants de ce quartier, dont un certain nombre dépendaient de la corporation des funari, c'est-à-dire des boulangers ; comme ce fut le cas pour l'église Santi Filippo e Giacomo dell'arte dei Fornai, née de la volonté populaire. Cette typologie d'églises, plus proche de la religiosité populaire, était différente de celle d'églises fondées par les clercs. Le royaume de Naples permettait à n'importe quelle confrérie laïque, corporation ou communauté de construire sa propre église ou chapelle.
L'édifice fut embelli et enrichi d'œuvres d'art au cours des siècles, notamment de tableaux et de stucs. Aujourd'hui l'église est désaffectée, vidée de ses œuvres d'art et sert de boutique de commerce.

## Source de la traduction
- (it) Cet article est partiellement ou en totalité issu de l’article de Wikipédia en italien intitulé « Chiesa di Santa Maria delle Mosche » (voir la liste des auteurs).